# Solide de révolution

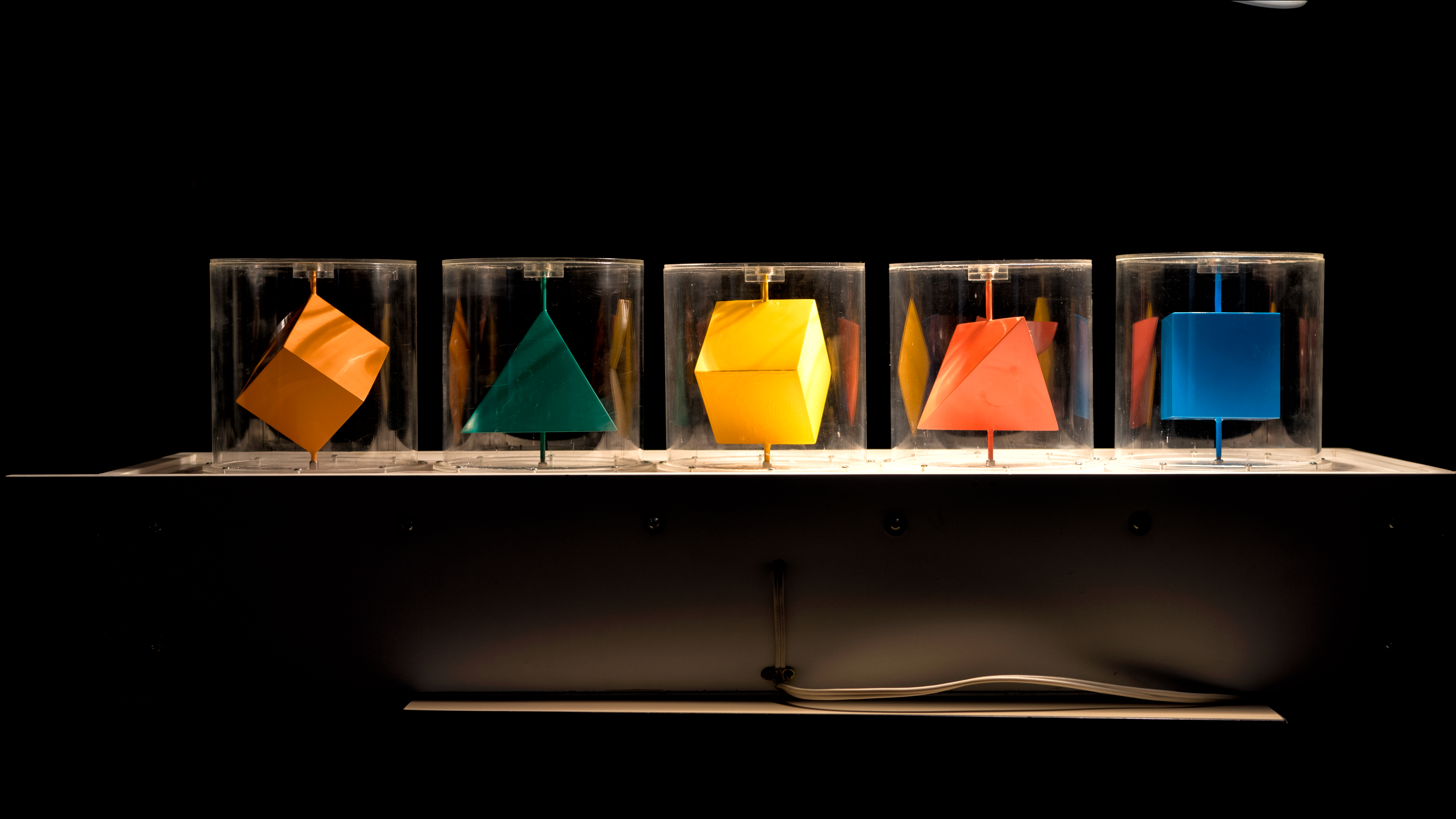
Polyèdres au repos

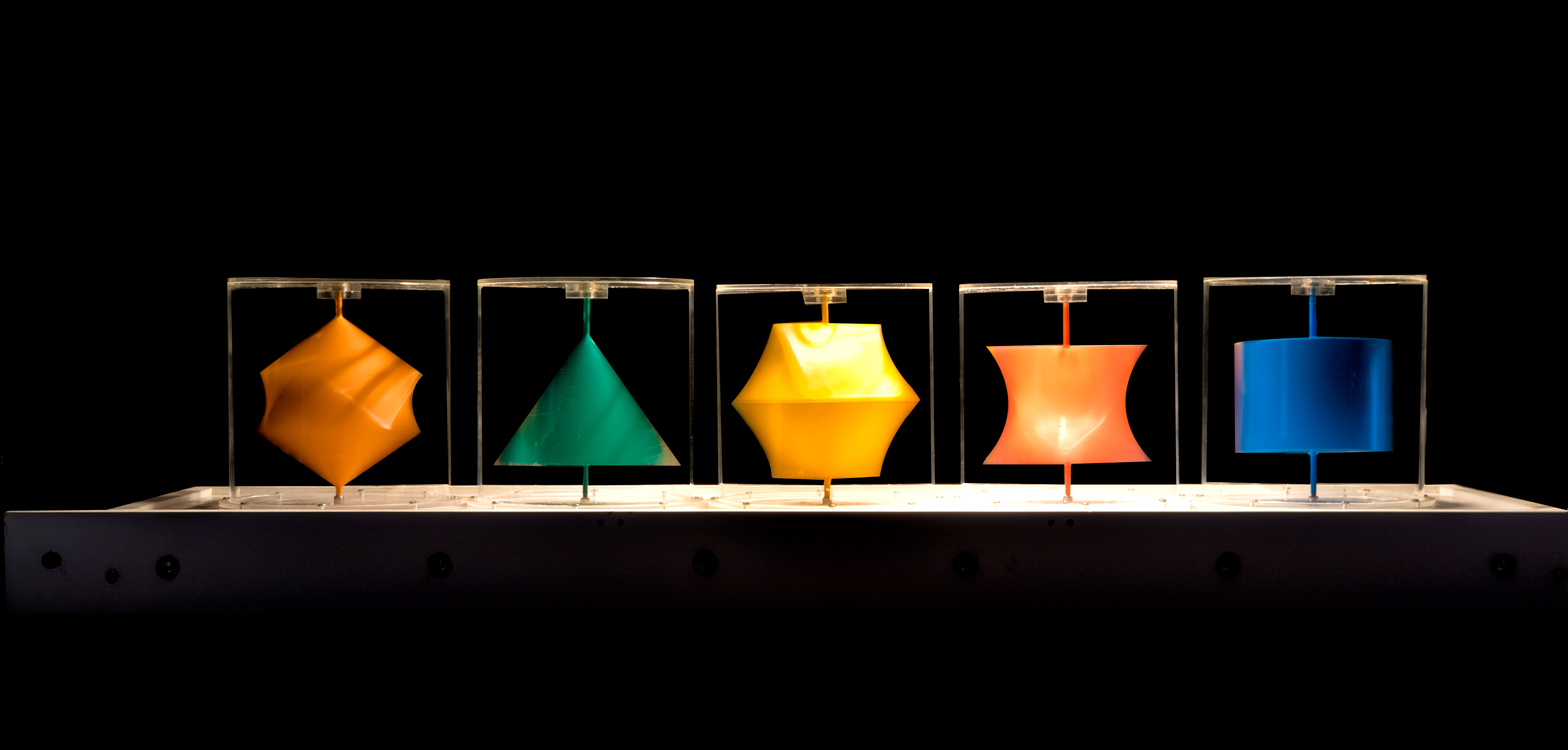
Solides de révolution engendrés par la rotation des polyèdres

En géométrie, un solide de révolution est engendré par une surface plane fermée tournant autour d'un axe situé dans le même plan qu'elle et ne possédant en commun avec elle aucun point ou seulement des points de sa frontière.
Parmi les solides de révolution, on peut citer :
- la boule ;
- le cylindre circulaire droit ;
- le cône circulaire droit ;
- le tore ;
- l'ellipsoïde (de révolution).

Tout plan contenant l'axe de rotation découpe sur la surface de révolution un méridien. Tout plan perpendiculaire à l'axe de rotation découpe sur la surface de révolution un cercle parallèle.
Les droites normales à la surface et s'appuyant sur un même cercle parallèle engendrent en général une surface conique sauf si le cercle est de rayon maximal, auquel cas la surface est un plan, et sauf si le cercle est obtenu par un plan tangent à la surface de révolution, auquel cas la surface générée est cylindrique.
La règle de Pappus (ou théorème de Guldin) permet de calculer le volume d'un solide de révolution connaissant le barycentre de la surface plane génératrice.

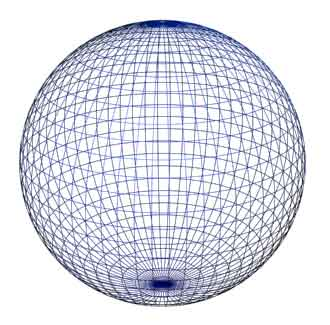
Boule.
Cylindre circulaire droit.
Cône circulaire droit.
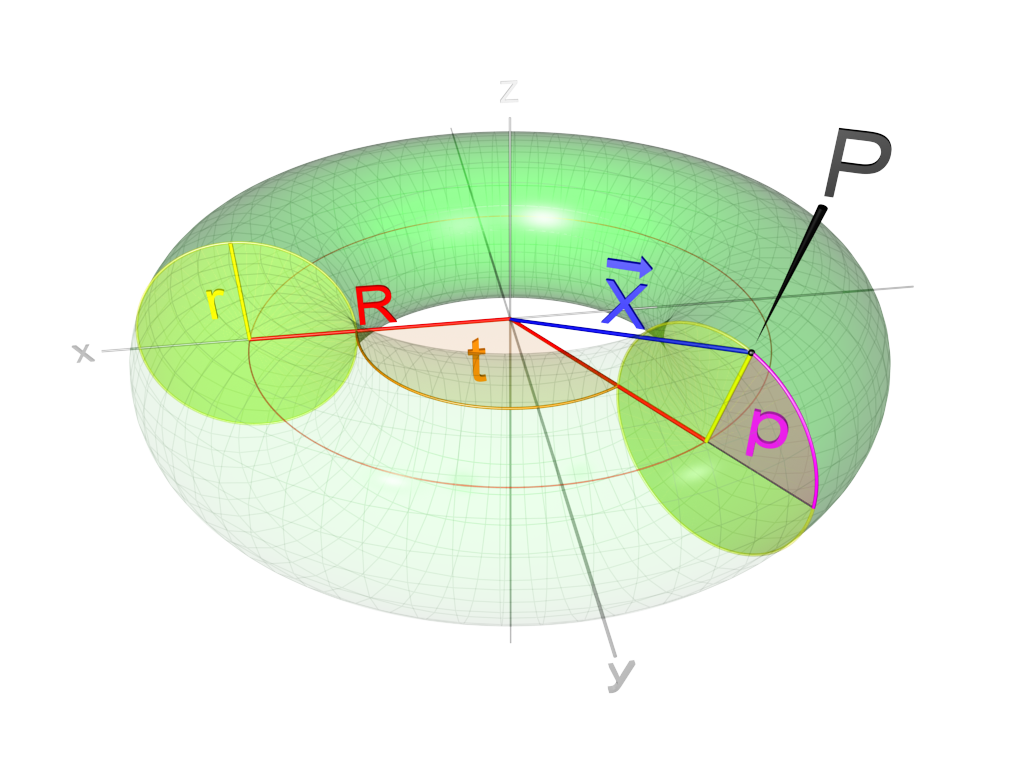
Tore.